# Fittonia
Fittonia es un género con dos especies perteneciente a la familia Acanthaceae. Es nativo de las selvas tropicales de Sudamérica (Bolivia, norte del Brasil, Colombia, Ecuador, Perú y Venezuela)

## Descripción
Plantas de hoja perenne, de hábito rastrero. Alcanzan una altura de entre 10-15 cm y se van extendiendo de forma compacta. Hojas de color verde oscuro con venas acentuadas de color blanco a rosa oscuro y tallos cubiertos de una corta pubescencia que enraízan en cuanto tocan el suelo. Flores pequeñas, de color blanquecino.

## Taxonomía
El género fue descrito por Henri Eugène Lucien Gaëtan Coemans y publicado en Journal Général d'Horticulture 15: 185–186. 1862-1865[1865]. La especie tipo es: Fittonia verschaffeltii (Lem.) Van Houtte. 

## Especies
- Fittonia albivenis
- Fittonia gigantea

## Cultivo y usos
En climas templados se puede cultivar en el exterior como planta cubresuelos. Como planta de interior requiere bastante luz pero sin sol directo y alta humedad ambiental. Se propaga por esquejes de tallo.